# Lema do bombeamento para linguagens livres de contexto
O lema do bombeamento para linguagens livres de contexto, também conhecido como o lema de Bar-Hillel, é um lema que dá uma propriedade compartilhada por todas as linguagens livres de contexto.

## Enunciado formal
Se uma linguagem L é livre de contexto, então existe algum inteiro p ≥ 1 tal que qualquer sequência de caracteres s em L com |s| ≥ p (onde p é o comprimento do bombeamento) pode ser escrita como
s = uvxyz
com sub cadeias u, v, x, y e z, tal que |vxy| ≤ p, |vy| ≥ 1, e
uv nxy nz está em L para todo inteiro n ≥ 0.

## Expressão formal
O lema do bombeamento para linguagens livres de contexto (chamado apenas "lema do bombeamento" de agora em diante) descreve uma propriedade que todas as linguagens livres de contexto garantidamente possuem.
A propriedade é uma propriedade de todas as cadeias na linguagem que são de comprimento pelo menos p, onde p é uma constante chamada comprimento do bombeamento -- que varia entre as linguagens livres de contexto.
Seja s uma cadeia de comprimento pelo menos p que está na linguagem.
O lema do bombeamento diz que s pode ser dividida em cinco sub cadeias, {\displaystyle s=uvxyz}, onde vy não é vazia e o comprimento de vxy é no máximo p, tal que repetindo v e y qualquer (e o mesmo) número de vezes em s produz uma cadeia que ainda está na linguagem (é possível e frequentemente útil repetir zero vezes, o que remove v e y da cadeia). Este processo de "bombear para cima" cópias adicionais de v e y é o que dá nome ao lema do bombeamento.
Observe que linguagens finitas (que são regulares e portanto livres de contexto) obedecem ao lema do bombeamento trivialmente por ter p igual ao comprimento da maior cadeia em L mais um. Como não existem cadeias desse comprimento o lema do bombeamento não é violado.
O lema do bombeamento é frequentemente usado para provar que uma determinada linguagem não é livre de contexto, mostrando que para todo p podemos encontrar alguma cadeia s de comprimento pelo menos p na linguagem que não possua as propriedades citadas acima, ou seja, que não possa ser "bombeada" sem produzir algumas cadeias que não estão na linguagem.

## Uso do lema
O lema do bombeamento para linguagens livres de contexto pode ser usado para mostrar que certas linguagens não são livres de contexto.
Por exemplo, podemos mostrar que a linguagem {\displaystyle L=\lbrace a^{i}b^{i}c^{i}|i>0\rbrace } não é livre de contexto usando o lema do bombeamento em uma prova por contradição. Primeiro, suponha que {\displaystyle L} é livre de contexto. Pelo lema do bombeamento, existe um inteiro {\displaystyle p} que é o comprimento de bombeamento da linguagem {\displaystyle L}. Considere a cadeia {\displaystyle s=a^{p}b^{p}c^{p}} em {\displaystyle L}. O lema do bombeamento nos diz que {\displaystyle s} pode ser escrita na forma {\displaystyle s=uvxyz}, onde {\displaystyle u,v,x,y}, e {\displaystyle z} são subcadeias, tal que {\displaystyle |vxy|\leq p}, {\displaystyle |vy|\geq 1}, e {\displaystyle uv^{i}xy^{i}z} está em {\displaystyle L} para todo inteiro {\displaystyle i\geq 0}. Pela nossa escolha de {\displaystyle s} e o fato de que {\displaystyle |vxy|\leq p}, é facilmente visto que a subcadeia {\displaystyle vxy} não pode conter mais de duas letras distintas. Ou seja, temos uma das cinco possibilidades para {\displaystyle vxy}:
1. {\displaystyle vxy=a^{j}} para algum {\displaystyle j\leq p}.
2. {\displaystyle vxy=a^{j}b^{k}} para algum {\displaystyle j} e {\displaystyle k} com {\displaystyle j+k\leq p}.
3. {\displaystyle vxy=b^{j}} para algum {\displaystyle j\leq p}.
4. {\displaystyle vxy=b^{j}c^{k}} para algum {\displaystyle j} e {\displaystyle k} com {\displaystyle j+k\leq p}.
5. {\displaystyle vxy=c^{j}} para algum {\displaystyle j\leq p}.

Para cada caso, é fácil verificar que {\displaystyle uv^{i}xy^{i}z} não contém quantidades iguais de cada letra para qualquer {\displaystyle i\neq 1}. Assim, {\displaystyle uv^{2}xy^{2}z} não tem a forma {\displaystyle a^{i}b^{i}c^{i}}. Isto contradiz a definição de {\displaystyle L}. Portanto, nossa hipótese inicial de que {\displaystyle L} é livre de contexto deve ser falsa.
Enquanto o lema do bombeamento é muitas vezes uma ferramenta útil para provar que uma determinada linguagem não é livre de contexto, o mesmo não dá uma caracterização completa das linguagens livres de contexto. Se uma linguagem não satisfaz a condição dada pelo lema do bombeamento,
temos estabelecido que ela não é livre de contexto. Por outro lado, há linguagens que não são livres de contexto, mas ainda
satisfazem a condição dada pelo lema do bombeamento. Existem técnicas de provas mais poderosas disponíveis, tais como o lema de Ogden, mas estas técnicas também não dão uma caracterização completa das linguagens livres de contexto.